# Faubourg Saint-Médard

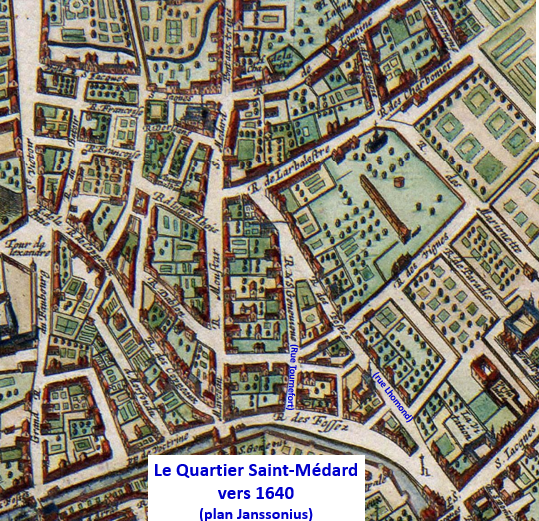
Předměstí na mapě z roku 1640

Faubourg Saint-Médard (tj. předměstí svatého Medarda) bylo jižní předměstí Paříže, které se rozkládalo za městskými hradbami v prostoru dnešního 5. obvodu na rozmezí čtvrtí Jardin-des-Plantes a Val-de-Grâce. Od sousedního předměstí Saint-Marcel ho oddělovala řeka Bièvre. Do roku 1724 bylo samostatným sídlištěm než bylo připojeno k Paříži. Oblast zůstala poměrně nedotčena haussmanským urbanismem. 

## Historie
V antickém období se oblast budoucího Faubourg Saint-Médard nacházela mimo urbanizovanou oblast Lutetie. Místo ale bylo důležitým přechodem přes řeku Bièvre na římské cestě z Lutetie do Lyonu a Itálie. Od 4. století se začal používat Petit-Pont. Král Chlodvík I. založil klášter na počest apoštolů Petra a Pavla a věnoval mu pozemky jihovýchodně od  Montagne Sainte-Geneviève až k Bièvre. Na území spravovaném klášterem se kolem kostela Saint-Médard vytvořila malá osada. Toto sídliště bylo od Paříže kolem roku 1210 odděleno od města hradbami.
Do 13. století zde žili zemědělci a vinaři, většinou nevolníci, kteří byli opatem Thibaultem za poplatek 200 liber osvobozeni v roce 1248. Řezníci z města na levém břehu, zejména na Place Maubert, začali provozovat své živnosti podíl Bièvre, neboť uvnitř městských hradeb byly porážky zakázány. Produkce kůží z těl mrtvých zvířat přilákala koželuhy a barvíře, kteří se zde také začali usazovat.
Ve 14. století se zde začala usazovat šlechta, která si za městem stavěla paláce na blízkém venkově. Markéta Provensálská zde založila klášter Cordelières. Předměstí bylo v tomto století obehnáno hradbami.
V polovině 16. století šlechta začala své pozemky a domy prodávat a stěhovat se do jiných módních čtvrtí. Na předměstí Saint-Médard začali dominovat řemeslníci, řeka Bièvre se postupně stávala stále znečištěnější řekou.
Po roce 1860 vznikly v rámci modernizace Paříže ulice Rue Monge, Rue Claude-Bernard, Rue de Bazeilles a Avenue des Gobelins. Čtvrť byla nicméně relativně ušetřena ve srovnání s jinými částmi Paříže. Rue Mouffetard zůstala ústřední tepnou Faubourg Saint-Medard. Postupným zakrytím znečištěné Bièvre od konce 19. století do roku 1912 byly odstraněny zbytky průmyslu na jejích březích, především koželužny.

## Významné stavby
- Kostel Saint-Médard
- Hôpital Broca